# Garnegaud
Garnegaud (mort après 906 et avant 920) est un noble de la Francie du Haut Moyen Âge, principalement connu pour avoir été vicomte de Blois à la fin du IXe siècle et au début du Xe siècle.

## Biographie
Garnegaud est attesté comme vicomte de Blois grâce à divers actes datés entre 886 et 906,. En revanche, un folio du manuscrit latin n°12878 qui daterait la dernière apparition de Garnegaud en 937 doit être écarté. Comme les Thibaldiens sont présents à Blois au plus tard en 924, il apparaît plus raisonnable de considérer le décès de Garnegaud dans le courant des années 910.
L’historiographie moderne voit en Garnegaud le représentant d'une famille ayant précédé les Thibaldiens. L'absence de mention d'un quelconque Thibaud sur les documents que souscrit Garnegaud, ainsi que l'absence de rapport entre Thibaud l'Ancien et quelconque Hélène confortent le fait que les Thibaldiens n'entretiennent aucun liens familiaux avec leurs prédécesseurs dans le Blésois.

## Étymologie
Selon de La Saussaye, Garnegaud signifie « gardien du pouvoir », avec warnen pour « garder » ou « défendre », et wald pour « pouvoir ».